# Das Testament (Album)
Das Testament ist das Debütalbum des deutschen Musikprojekts E Nomine. Es wurde am 12. November 1999 über die Labels What’s Up ?!, Zeitgeist und Polydor veröffentlicht. Am 25. November 2002 erschienen eine „digitally remastered“ Version sowie eine „Special Gold Edition“ des Albums.

## Produktion
Das Album wurde von den E-Nomine-Mitgliedern Christian Weller und Fritz Graner sowie dem Lizenznehmer David Brunner produziert. Alle drei fungierten dabei auch als Ausführende Produzenten.

## Beteiligte Sprecher
Die Texte der Lieder des Albums werden von fünf bekannten deutschen Synchronsprechern gesprochen. Diese sind Christian Brückner (Stimme von Robert De Niro), Joachim Kerzel (Stimme von Jack Nicholson und Dustin Hoffman), Martin Keßler (Stimme von Nicolas Cage und Vin Diesel), Frank Glaubrecht (Stimme von Al Pacino, Pierce Brosnan und Kevin Costner) sowie Thomas Danneberg (Stimme von John Travolta, Sylvester Stallone und Arnold Schwarzenegger).

## Covergestaltung
Das Albumcover zeigt das Innere einer Kirche, das von Sonnenstrahlen erleuchtet wird. Im oberen Teil des Bildes befinden sich der weiße Schriftzug E Nomine und der Titel Das Testament in Hellbraun. Der Hintergrund ist schwarz gehalten. Die Special-Edition ziert lediglich ein gezeichnetes schwarzes Kreuz, hinter dem sich eine goldene Lichtquelle befindet. Der Großteil des Covers ist in Schwarz gehalten und im oberen Teil stehen der goldene Schriftzug E Nomine sowie der Titel Das Testament in Weiß.

## Titellisten
| #  | Titel                        | Sprecher           | Länge |
| -- | ---------------------------- | ------------------ | ----- |
| 1  | Am Anfang war… die Schöpfung | Joachim Kerzel     | 1:12  |
| 2  | Vater Unser                  | Christian Brückner | 3:31  |
| 3  | E Nomine (Pontius Pilatus)   | Christian Brückner | 3:36  |
| 4  | Die 10 Gebote                | Joachim Kerzel     | 5:39  |
| 5  | Das Abendmahl                | Christian Brückner | 3:35  |
| 6  | Die Sintflut                 | Joachim Kerzel     | 4:21  |
| 7  | Himmel & Hölle               | Martin Keßler      | 3:39  |
| 8  | Der Fürst der Finsternis     | Frank Glaubrecht   | 4:48  |
| 9  | Bibelworte des Allmächtigen  | Thomas Danneberg   | 4:36  |
| 10 | Die Posaunen von Jericho     | Frank Glaubrecht   | 3:46  |
| 11 | Ave Maria                    | Martin Keßler      | 3:49  |
| 12 | Psalm 23                     | Christian Brückner | 4:47  |
| 13 | Hallelujah                   | Frank Glaubrecht   | 3:51  |
| 14 | Gott tanzte                  | Joachim Kerzel     | 6:00  |

| # | Titel                    | Sprecher                                                          | Länge |
| - | ------------------------ | ----------------------------------------------------------------- | ----- |
| 1 | Die Weihnachtsgeschichte | Martin Keßler, Thomas Danneberg, Joachim Kerzel, Frank Glaubrecht | 11:01 |

| # | Titel                                                  | Sprecher                                                          | Länge |
| - | ------------------------------------------------------ | ----------------------------------------------------------------- | ----- |
| 1 | Die Weihnachtsgeschichte                               | Martin Keßler, Thomas Danneberg, Joachim Kerzel, Frank Glaubrecht | 11:44 |
| 2 | Der Lobgesang (Interlude)                              |                                                                   | 0:39  |
| 3 | Quia Respexit aus Magnificat von Johann Sebastian Bach | Joachim Kerzel                                                    | 3:30  |

| #  | Titel                                        | Sprecher           | Länge |
| -- | -------------------------------------------- | ------------------ | ----- |
| 1  | Am Anfang war… die Schöpfung                 | Joachim Kerzel     | 1:13  |
| 2  | Vater Unser                                  | Christian Brückner | 3:30  |
| 3  | Das Geständnis (Interlude)                   |                    | 0:18  |
| 4  | E Nomine (Denn sie wissen nicht was sie tun) | Christian Brückner | 3:26  |
| 5  | Die Stimme des Herrn (Interlude)             |                    | 0:41  |
| 6  | Die 10 Gebote                                | Joachim Kerzel     | 3:44  |
| 7  | Der Verrat (Interlude)                       |                    | 0:34  |
| 8  | Das Abendmahl                                | Christian Brückner | 3:43  |
| 9  | Vergeltung (Interlude)                       |                    | 1:08  |
| 10 | Die Sintflut                                 | Joachim Kerzel     | 3:12  |
| 11 | Die Entscheidung (Interlude)                 |                    | 0:29  |
| 12 | Himmel & Hölle                               | Martin Keßler      | 4:27  |
| 13 | Garten Eden (Interlude)                      |                    | 0:34  |
| 14 | Der Fürst der Finsternis                     | Frank Glaubrecht   | 4:40  |
| 15 | Die Mahnung (Interlude)                      |                    | 0:29  |
| 16 | Bibelworte des Allmächtigen                  | Thomas Danneberg   | 4:35  |
| 17 | Rückkehr aus Ägypten (Interlude)             |                    | 0:23  |
| 18 | Die Posaunen von Jericho                     | Frank Glaubrecht   | 3:25  |
| 19 | Empfängnis (Interlude)                       |                    | 0:22  |
| 20 | Ave Maria                                    | Martin Keßler      | 3:35  |
| 21 | Der Herr ist mein Hirte (Interlude)          |                    | 0:56  |
| 22 | Psalm 23                                     | Christian Brückner | 3:49  |
| 23 | Die Vorsehung (Interlude)                    |                    | 0:15  |
| 24 | Der Befehl des König Herodes                 | Frank Glaubrecht   | 4:39  |
| 25 | Himmelfahrt (Interlude)                      |                    | 0:27  |
| 26 | Per L’Eternita                               | Joachim Kerzel     | 3:38  |
| 27 | Lord’s Prayer                                |                    | 3:32  |

## Chartplatzierungen und Singles
Das Testament stieg am 29. November 1999 auf Platz 23 in die deutschen Albumcharts ein und belegte in den folgenden beiden Wochen Rang 47. Insgesamt hielt sich das Album mit einer Unterbrechung 21 Wochen in den Top 100. Auch in Österreich und der Schweiz konnte sich der Tonträger in den Charts platzieren.
Als erste Single wurde vorab das Lied Vater Unser ausgekoppelt. Es erreichte Position 4 in den deutschen Charts, hielt sich 18 Wochen in den Top 100 und wurde für mehr als 250.000 verkaufte Exemplare mit einer Goldenen Schallplatte ausgezeichnet. In Österreich konnte sich der Song drei Wochen an der Chartspitze platzieren und erhielt ebenfalls Gold für über 25.000 Verkäufe. Die zweite Single E Nomine (Denn sie wissen nicht was sie tun) erschien Ende Februar 2000, erreichte Platz 29 in den deutschen Charts und konnte sich sieben Wochen in den Top 100 halten.